# Oki Electric Industry
Pour les articles homonymes, voir Oki.

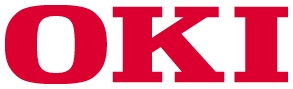
Logo de la firme OKI

OKI Eletric Industry CO., (沖電気工業株式会社 Oki Denki Kōgyō Kabushiki-gaisha),  communément appelé OKI, OKI Eletric ou OKI group, est une entreprise japonaise de vente et de fabrication de matériel de télécommunication et de solutions d’impression. Le siège social est à Tokyo, Japon et l’entreprise opère dans plus de 120 pays à travers le monde.
OKI a fabriqué le premier téléphone au japon en 1881 et est aujourd’hui spécialisé dans les équipements de télécommunication mais aussi dans les systèmes d’information, les produits mechatronics comme Automated teller[réf. souhaitée] machine (ATMs) et les imprimantes. Le secteur des imprimantes opère via OKI Data (ja), sous la marque OKI. OKI possédait une branche de semi-conducteurs qui a été revendu à Rohm Company, Limited en octobre 2008.
OKI Data Group, qui commercialise ses produits sous la marque OKI est spécialisé dans les solutions professionnelles d’impression et de communication ainsi que dans les applications et services. OKI Data Group possède une grande gamme d’appareils : des imprimantes, des produits multi-fonction des applications et des services de conseil.

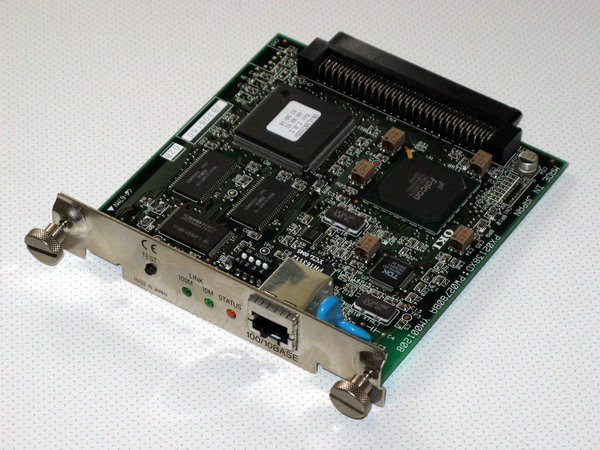
Carte réseau OKI
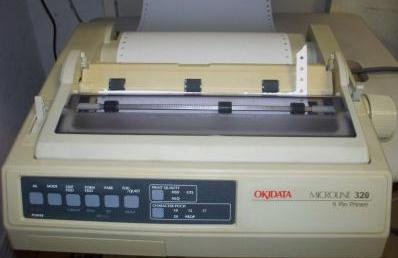
Imprimante matricielle OKIData